# Kraftwerk Fala
Das Kraftwerk Faal (slowenisch Hidroelektrarna Fala) ist ein Laufkraftwerk an der Drau bei Faal in der Untersteiermark in Slowenien. 1918 in Dienst gestellt, ist es das älteste aller Kraftwerke an der Drau. Seit 1998 beherbergt es ein Industriemuseum und seit 2008 genießt es den Schutz als technisches Denkmal.
Das Kraftwerk wurde 1913–1918 mit fünf Francisturbinen mit horizontaler Achse errichtet. Träger war ein Konsortium unter Beteiligung der STEG, der Albert Buss & Co., Graz und der Leobersdorfer Maschinenfabrik. Es war mit einer Fischleiter und einer Floßschleuse versehen. Weitere Turbinen folgten 1925 und 1932. 1977 folgte als achte eine Kaplanturbine. in den 1990er-Jahren erfolgten umfangreiche Umbaumaßnahmen. Die Turbine von 1977 wurde durch eine modernere ersetzt und zwei weitere Kaplanturbinen installiert, jeweils mit vertikaler Achse. Das ursprüngliche Krafthaus mit den Francisturbinen wurde zum Herzstück des Museums.
Das Kraftwerk staut die Drau auf 8,6 km auf, mit einem Volumen von bis zu 4,2 Millionen m³.

## Belege
1. 1 2 3  Fala HPP. In: dem.si. Archiviert vom Original (nicht mehr online verfügbar) am 8. Juli 2019; abgerufen am 27. September 2018.  Info: Der Archivlink wurde automatisch eingesetzt und noch nicht geprüft. Bitte prüfe Original- und Archivlink gemäß Anleitung und entferne dann diesen Hinweis.
2. 1 2  Fala Hydroelectric Power Plant Museum. In: maribor-pohorje.si. Abgerufen am 27. September 2018.
3. ↑  100 YEARS OF THE FALA HYDRO POWER PLANT - HSE - Holding slovenske elektrarne. In: hse.si. Abgerufen am 27. September 2018.
4. ↑  eingeschränkte Vorschau in der Google-Buchsuche